# Esteban March

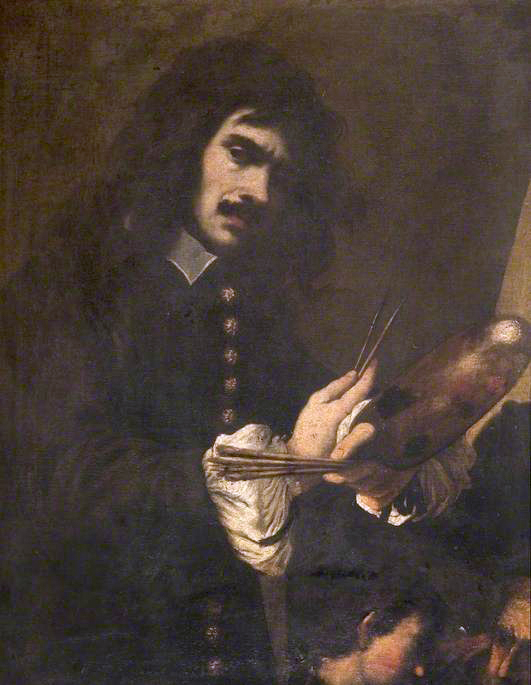
Autorretrato (?), óleo sobre lienzo, 88,9 x 69,2 cm, Pollok House, Glasgow. La atribución de la obra a Esteban March es cuestionable.

Esteban March (Valencia, ca. 1610-ca. 1668) fue un pintor barroco español, discípulo de Pedro Orrente según Antonio Palomino y especializado en la pintura de batallas y escenas bíblicas.

## Biografía
Se conocen pocos datos de su biografía. A partir de la fecha de nacimiento de su hijo, el también pintor  Miguel March, que según Palomino habría tenido lugar en 1633, se supone para él una fecha en torno a 1610. La relación con Pedro Orrente, de quien Palomino le hace discípulo, cuyo estilo es evidente en las obras conocidas de March, no pudo tener lugar, sin embargo, antes  de 1632, año en que el murciano se estableció en Valencia. No cabe descartar, por otra parte, que su iniciación en la pintura tuviese lugar en el taller del que sería su suegro, Pedro Torner, un pintor completamente desconocido, padre de Esperanza Torner, con la que March debió de contraer matrimonio en torno al mismo año 1632. Según Palomino, que recoge el testimonio de Juan Conchillos, discípulo del pintor, Esteban March tenía un carácter «algo lunático, y atronado», poco aficionado al trabajo salvo cuando le acuciaba la necesidad o le estimulaba el «furor venático». Esta caracterización viene corroborada por la primera noticia documental relativa a la biografía del pintor: su ingreso en 1630 en el hospital de locos de Valencia en el que permaneció por espacio de un año. Salió en diciembre de 1631 «a deprendre de pintar de voluntat del Señor», es decir, a aprender a pintar por voluntad del Señor, se entiende que por haber mejorado su salud.
A la muerte de Orrente, en 1645, March consolidó su posición en Valencia, pintando cuadros de asuntos bíblicos y batallas de formato apaisado y con numerosas figuras según un modelo popularizado por aquel, destinados a una clientela particular. Así consta que en 1648 contrató con el mercader José Domingo Javar la pintura de cuatro pasajes de la vida de Jacob y un año más tarde una batalla y una Negación de san Pedro. Y por las mismas fechas contrató con Vicente Sanchís una Batalla de Mesina como la que había pintado para el conde de Oropesa. No dejó por ello de pintar obras religiosas con destino a la iglesia, de las que Palomino destaca una Última Cena pintada para la iglesia de San Juan del Mercado de Valencia, aunque ni esta ni ninguna otra de las pinturas que pudiera haber realizado para la iglesia se conserva. Según Palomino, habría muerto en 1660, siendo ya «de crecida edad», pero esta fecha ha de retrasarse pues José García Hidalgo pudo conocerlo aún durante su estancia en Valencia entre 1662 y 1667.

## Obra

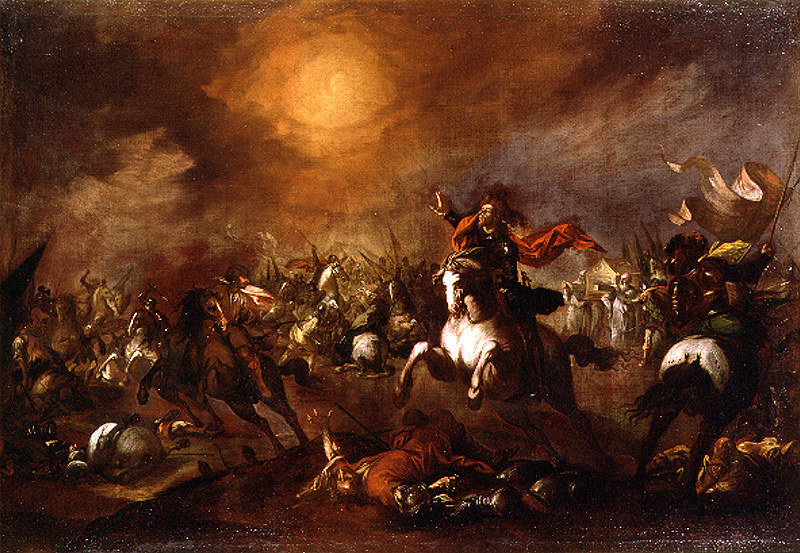
Josué deteniendo el curso del Sol, Museo de Bellas Artes, Valencia.

La influencia de Pedro Orrente es claramente perceptible en un cuadro como El paso del Mar Rojo del Museo Nacional del Prado, una de sus escasas obras firmadas en la que el pintor se esmeró en la representación de los animales que acompañan al pueblo de Israel en su salida de Egipto. Pero también hubo de recibir influencias de los pintores italianos de batallas, tales como Aniello Falcone, Salvator Rosa o Antonio Tempesta, que conocería a través de grabados. Su pincelada es nerviosa y abreviada, convenientemente adecuada al contenido de sus asuntos característicos, como los dos lienzos de la colección Banco de Santander (Moisés y la serpiente de metal y La adoración del becerro de oro), uno de ellos firmado, o en los cuatro cuadros conservados en el Museo de Bellas Artes de Valencia, dos bíblicos: Josué deteniendo el curso del sol y el Triunfo de David, y otros dos de batallas: Encuentro de caballería y Rendición de una plaza fuerte, asuntos que exigen composiciones agitadas y barroquizantes.
Perdidas las obras documentadas, el estilo pictórico de Esteban March solo puede establecerse a partir de las escasas obras firmadas, las citadas del Museo del Prado y Banco de Santander, cuyos asuntos son coincidentes con aquellos que las fuentes antiguas indican que fue la especialización del pintor y su dependencia de la pintura de Orrente, a los que se ha agregado en fecha reciente un San Simón apóstol procedente de la colección Estoup donde —antes de la aparición de la firma— estaba considerado como un Filósofo de Ribera, lo que supone abrir la pintura de Esteban March hacia un terreno hasta ahora inédito, como es la influencia del naturalismo del setabense.
March destacó también como dibujante, a pluma y lápiz rojo, conservándose un número importante de dibujos dedicados al mismo tema de las batallas, además de un autorretrato y un retrato de su hijo Miguel conservado en el Museo del Prado.